# Nerice bidentata
Nerice bidentata är en fjärilsart som beskrevs av John Henry Leech 1888. Nerice bidentata ingår i släktet Nerice och familjen tandspinnare. Inga underarter finns listade i Catalogue of Life.

## Bildgalleri

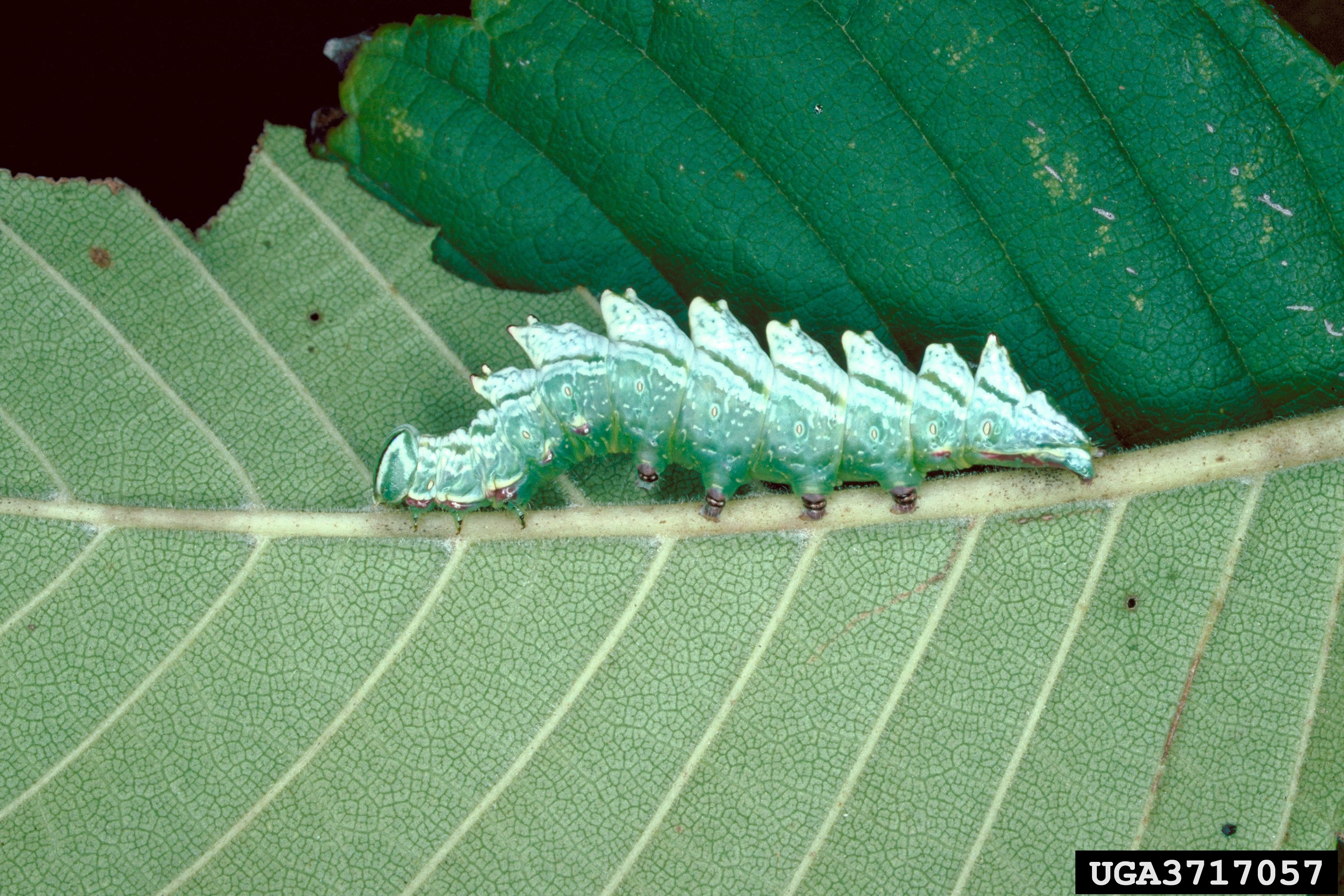
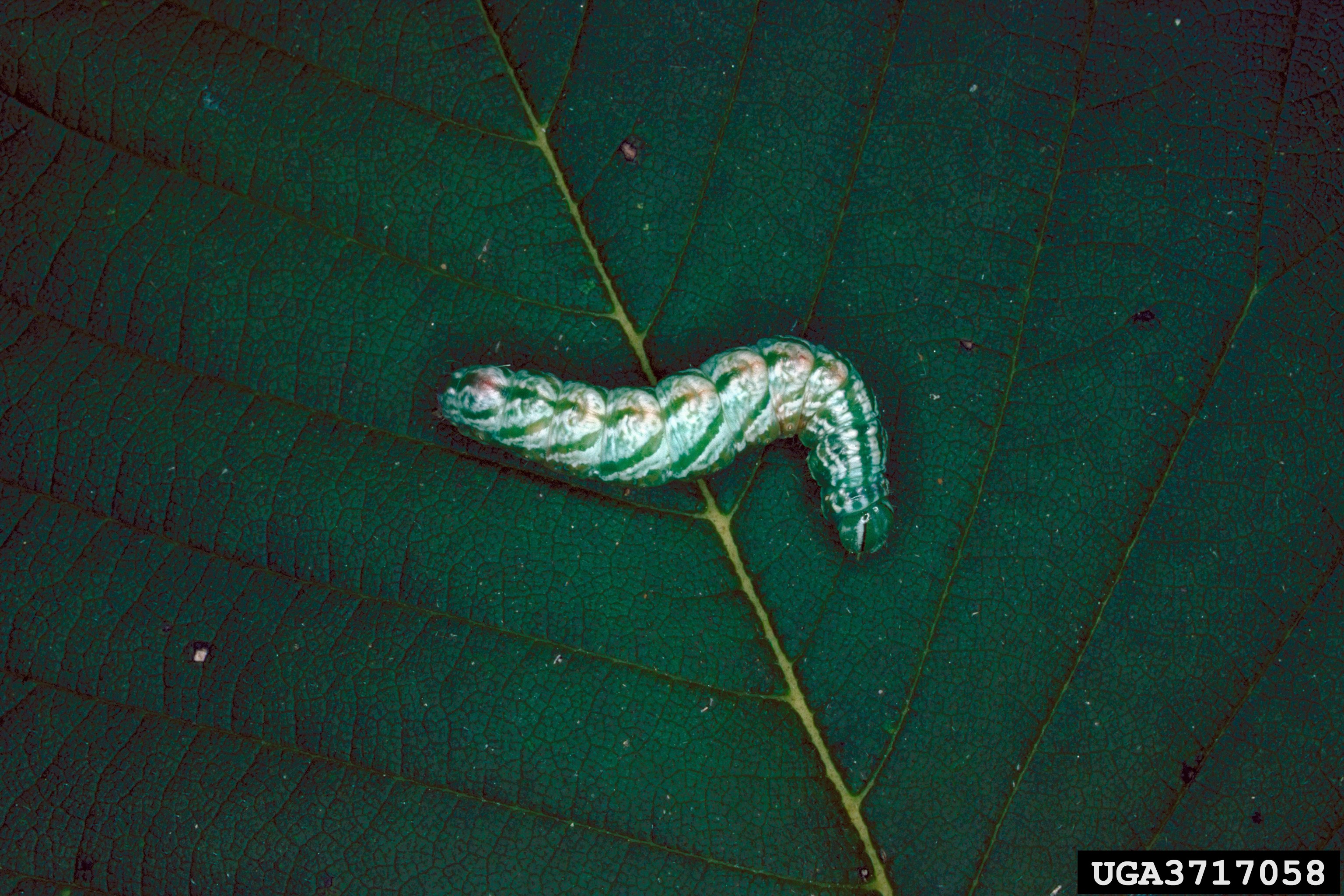